# 39식 치중차

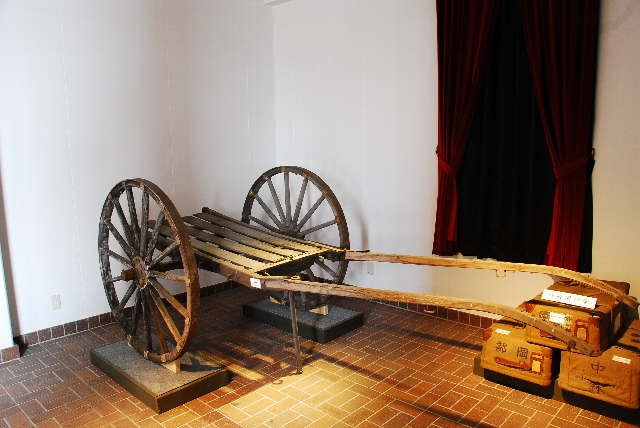

39식 치중차(일본어: 三九式輜重車 산큐시키시쵸샤[*])는 일본군에서 사용한 운반용 달구지다. 
36식 치중차의 개량형으로 개발되었으며, 일본군이 제2차 세계대전이 끝날 때까지 사용되었다. 일본에서는 이런 달구지로 보급품을 수송하는 병과를 치중병이라고 했다. 세부 형식으로 갑과 을 두 종류가 있다.
제원은 다음과 같다.
- 전장 : 3.517 미터
- 차륜 중경 : 1.2 미터
- 공차 중량 : 157.5 킬로그램
- 완비 중량 : 370 킬로그램
- 행군 속도 : 4.5 킬로미터

## 같이 보기
- 리어카

## 참고 자료
- 佐山二郎 (2002). “機甲入門” (일본어). 光人社（光人社NF文庫）. ISBN 4-7698-2362-2.